# Dmytro Krys'kiv
Dmytro Ihorovyč Kryskiv (in ucraino Дмитро Ігорович Криськів?; Charkiv, 6 ottobre 2000) è un calciatore ucraino, centrocampista dello Šachtar.

## Carriera

### Club
Cresciuto calcisticamente nelle giovanili dello Šachtar, nel 2020 viene girato in prestito al Metalist 1925, formazione militante nella seconda serie ucraina. Dopo aver ottenuto la promozione, viene riconfermato per la successiva stagione, sempre con la formula del prestito, esordendo così in Prem"jer-liha.
Terminata la sua esperienza con la formazione di Charkiv, nell'estate del 2022 ritorna allo Šachtar, con la quale esordisce nelle competizioni europee per club.

### Nazionale
Tra il 2019 e il 2022, ha giocato nelle selezioni giovanili ucraine under-19 e under-21.
L'11 ottobre 2024 esordisce in nazionale maggiore nel successo per 1-0 in Nations League contro la Georgia.

## Palmarès
- Campionato ucraino: 2

Šachtar: 2022-2023, 2023-2024
- Coppa d'Ucraina: 2

Šachtar: 2023-2024, 2024-2025